# Vaillante (film)
Pour plus de détails, voir Fiche technique et Distribution.
Vaillante (Fireheart) est un film d'animation franco-canadien réalisé par Laurent Zeitoun et Theodore Ty, sorti en 2022.

## Synopsis
En 1920, Giorgia Nolan, âgée de 6 ans, rêve de devenir pompier. Cependant, son père Shawn, ancien pompier, lui explique que selon le règlement, il est impossible pour une femme de devenir pompier. Dix ans plus tard, Giorgia travaille avec son père comme couturière. Lorsqu'un jour de mystérieux incendies commencent à se propager dans les salles de théâtre et tous les pompiers de New York ont disparu. Le maire de New York décide alors de rappeler  Shawn pour qu'il mène l'enquête sur ces disparitions. Giorgia y voit l'occasion pour elle d'aider son père et de sauver sa ville. Elle fait le choix de se déguiser en un jeune homme nommé Joe pour rejoindre le petit groupe de pompiers inexpérimentés et tenter d'arrêter l'incendiaire.

## Fiche technique
Sauf indication contraire, les informations mentionnées dans cette section peuvent être confirmées par la base de données cinématographiques IMDb,  présente dans la section « Liens externes ».
- Titre original francophone : Vaillante[1],[2]
- Titre original anglais : Fireheart
- Réalisation : Laurent Zeitoun et Theodore Ty
- Scénario : Laurent Zeitoun, Lisa Hunter, Jennica Harper et Daphne Ballon
- Direction artistique : Florent Masurel
- Photographie : Jericca Cleland
- Musique : Chris Egan
- Montage : Stéphane Garnier et Robert Yates
- Casting : Ruth Lambert, Robert McGee, Bruno Rosato et Kate Yablunovsky
- Production : Laurent Zeitoun, Yann Zenou, François-Xavier Aubague, Valérie d'Auteuil et André Rouleau
  - Production exécutive : Kiel Murray, Sébastien Raybaud et Harold van Lier
- Sociétés de production : Main Journey, Caramel Film et Anton
- Sociétés de distribution : SND (du groupe M6, France), Entertainment One (Canada) Summit Entertainment (États-Unis)
- Pays d'origine :  France,  Canada
- Langue originale : français, anglais
- Format : couleur
- Genre : animation
- Durée : 92 minutes
- Dates de sortie[3] :
  - France : 9 janvier 2022[4] (avant-première au Grand Rex) ; 2 février 2022 (sortie nationale)
  - Québec : 18 février 2022[2]
  - Singapour : 27 janvier 2022 (première mondiale)
  - Canada, États-Unis : 13 juillet 2022

## Distribution

### Voix originales françaises
- Alice Pol : Giorgia[5] Nolan
  - Éloïse Charpentier : Giorgia jeune
- Vincent Cassel : Shawn Nolan
- Valérie Lemercier : Pauline
- Elie Semoun : le capitaine Neil et le vendeur de cornichons
- Claudia Tagbo : Miss Laura Devine
- Emmanuel Curtil : le maire Jimmy Murray
- Alexandre Nguyen : Jin
- Emmanuel Garijo : Ricardo
- Jérémy Bardeau, Philippe Beautier : voix additionnelles

Source et légende : version française (VF) sur Premiere et selon le carton du doublage français cinématographique.

### Voix québécoises
- Lauriane S. Thibodeau : Georgia / Joe
  - Elia St-Pierre : Georgia jeune
- Frédérik Zacharek : Shawn Nolan
- Ariane-Li Simard-Côté : Pauline
- Christian Perrault : le capitaine Neil
- Marie-Evelyne Lessard : Laura Devine
- François Trudel : le maire Jimmy Murray
- Xiao Yi Hernan : Jin
- Kevin Houle : Ricardo

### Voix anglaises
- Olivia Cooke : Georgia / Joe 
  - Maya Misaljevic : Georgia jeune
- Kenneth Branagh : Shawn Nolan
- Laurie Holden : Pauline
- Scott Humphrey : le capitaine Neil
- Mara Junot : Laura Devine
- William Shatner : le maire Jimmy Murray
- Wilex Ly : Jin
- Ryan W. Garcia : Ricardo

## Production

### Développement
Cinq ans après avoir produit et coécrit le film Ballerina, Laurent Zeitoun réalise le film avec Theodore Ty. Il est également coscénariste et coproducteur.

## Sortie
Vaillante est projeté pour la première fois au Grand Rex à Paris le 9 janvier 2022 et dans divers cinémas de France le 16 janvier 2022,. La sortie nationale a lieu le 2 février 2022.

## Accueil

### Critique
Sur le site allociné, le long-métrage reçoit de la part d'un consortium de presse de 15 critique une moyenne de 3,5/5 et une moyenne des spectateurs et spectatrices de 3,3/5, pour 270 notes et 37 critiques. La presse se montre plutôt bienveillante avec le long-métrage qu'elle réserve le plus souvent pour un public d'un jeune âge (La Voix du Nord). Ce film est d'ailleurs souvent comparé au film Backdraft (1991) de Ron Howard. Des critiques plus négatives mettent en avant un graphisme « standardisé »(La Croix) ou « un peu lisse » (L'Obs).

### Box-office
Le jour de sa sortie, Vaillante se place en seconde position du box-office français avec 86 255 entrées, dont 59 929 en avant-premières, pour 640 copies. Le film maintient sa seconde position dans le box-office au bout de sa première semaine d'exploitation avec 298 029 entrées. Pour la seconde semaine, le film perd une place au profit de la nouveauté Mort sur le Nil en engrangeant près de 323 764 entrées pour 621 793 entrées cumulées. En troisième semaine, le long-métrage descend à la 4e place du box-office, devant King et derrière Super-héros malgré lui, avec 294 553 entrées supplémentaires, frôlant ainsi le million d'entrées cumulées (916 346). C'est au bout d'une quatrième semaine d'exploitation que le film dépasse le million d'entrée (1 071 069) avec 154 723 entrées supplémentaires, devant Mort sur le Nil (124 157) et derrière Super-héros malgré lui (168 679). Pour sa 5e semaine d'exploitation, Vaillante engrange 83 214 entrées supplémentaires (1 154 283 cumulées) plaçant le film d'animation en 6e position du box-office français, derrière Super-héros malgré lui (102 549) et devant la nouveauté Belfast (80 551).